# Adrian Wilhelm von Viermund

Wappen der Freiherren von Viermund zu Neersen

Adrian Wilhelm Freiherr von Viermund zu Neersen (* 24. November 1613; † 15. Juli 1681) war Freiherr von Neersen und Angehöriger des niederrheinischen Adelsgeschlechtes Virmond-Neersen (1502–1744). Als Diplomat und General erlangte er kaiserliche Ehrungen. Er gilt als der Erbauer des heutigen Schlosses Neersen.

## Familie
Adrian Wilhelm war der Sohn des Freiherren Johann von Viermund und dessen Gattin Johanna Maria von Vlodrop. Nach dem Tod seines Vaters 1632 wurde Adrian Wilhelm 1633 mit dessen kurkölnischen Lehen belehnt, am 25. März 1650 vom Pfalzgrafen Wolfgang Wilhelm mit den jülich'schen Lehen. Er war somit Herr von Neersen, Herr der Freigrafschaft Schönau, Erbvogt zu Anrath und Pfandherr zu Hirschbach und Willich. Zudem war er Titularherr von Nordenbeck und Bladenhorst. Auf eine ihm zugefallene Dompräbende in Münster hatte er zugunsten seines jüngsten Bruders Philipp Bernhard verzichtet.
In erster Ehe war Adrian Wilhelm seit 1639 mit Johanna Katharina von Bongardt († 19. Juli 1660) verheiratet, der Tochter des Werner von Bongardt-Winandsrath zu Pfaffendorf und dessen Gattin Johanna Katharina von Vlodrop, einer Schwester der Mutter Adrian Wilhelms. In zweiter Ehe heiratete er 1662 die Neusser Stiftsdame Maria von der Horst, Tochter des Johann von der Horst zu Haus Horst und seiner Gattin Felicitas von Warendorf zu Milsen.
Aus erster Ehe mit Johanna hatte er drei Kinder:
- Johanna Alvera Alberta, ⚭ Jost Max von der Reven zu Lohmar, Amtmann von Beyenburg
- Johanna Katharina Elisabeth, ⚭ Otto Heinrich Freiherr Kolff von Vettelhofen zu Hausen
- Ambrosius Adrian († 1688)

Aus zweiter Ehe mit Maria hatte er vier Kinder:
- Maria Ambrosiana Clara Alvara, ⚭ Constans Erasmus Bertram von Nesselrode zu Hugenpoet
- Maria Emerentia Clara Sofia, ⚭ Johann Jobst Edmund von Reuschenberg-Setterich
- Karl Kaspar (⚔ 1690)
- Damian Hugo († 1722)

## Dreißigjähriger Krieg
Zunächst war Adrian Wilhelm in der Zeit vom 20. September 1627 bis zum 25. Juni 1637 Domkapitular in Münster. Er verzichtete zugunsten seines Bruders auf die Pfründe.
In der ersten Zeit seiner Herrschaft spielte sich der letzte Akt des Dreißigjährigen Krieges, der sogenannte Hessenkrieg, ab. Am 17. Januar 1642 unterlagen die kaiserlichen Truppen in der Schlacht auf der Kempener Heide bei St. Tönis den protestantischen Hessen sowie deren französischen und weimarischen Verbündeten. In den folgenden „Hessenjahren“ wurden die Dörfer und Städte des Niederrheins immer wieder geplündert und zerstört. Auch die Burg Neersen fiel vorübergehend in feindliche Hände.
Adrian Wilhelm wurde vom kölnischen Kurfürsten Ferdinand von Bayern je nach den Umständen des Krieges mal mit diplomatischen Verhandlungen mit den hessischen Heerführern Rabenhaupt und Graf Ernst Albrecht von Eberstein betraut, mal mit dem militärischen Schutz des kölnischen Gebietes gegen dieselben.
Gegen Ende des Kriegs kommandierte Adrian Wilhelm ein Regiment in bayrischen Diensten, das, wie einst das seines Vaters, das „Neersische“ genannt wurde. Als bayrischer Kommandant von Augsburg verteidigte er die Stadt im Jahr 1648 gegen die Schweden und setzte anschließend die Bedingungen des Westfälischen Friedens um.

## Pfalz-neuburgische Dienste
Nach ergebnislosen Verhandlungen über einen Eintritt in venezianische Dienste trat er 1651 als Oberst über 1.000 Fußsoldaten in pfalz-neuburgische Dienste.
Er nahm unter dem Pfalzgrafen Philipp Wilhelm als Diplomat, General und als Verteidiger der ständischen Rechte im jülich-klevischen Erbfolgestreit (in welchem sein Schwager, der Freiherr von Wylich zu Winnenthal, verhaftet worden war,) eine hervorragende und energische Stellung gegen den Kurfürsten Friedrich Wilhelm von Brandenburg ein. Er führte auch im Namen des Pfalzgrafen die Vorverhandlungen, welche zum Abschluss des sogenannten ersten Rheinbundes im Jahre 1658 zwischen den Kurfürstentümern Mainz und Köln, Hessen-Kassel, Braunschweig, Schweden, Frankreich und Pfalz-Neuburg „zur Erhaltung der deutschen Freiheit und beständigen Genusses des Westfälischen Friedens“ führten.
Im Jahre 1656 war Adrian Wilhelm Oberbefehlshaber der Truppen, welche das jülich'sche Gebiet gegen die Condé'schen Truppen schützen sollten und vertrieb diese in einem für beide Teile blutigen Gefecht aus der Herrschaft Dalenbruch (bei Roermond).
In den Streitigkeiten des Pfalzgrafen mit der reichsunmittelbaren Abtei Siegburg eroberte er als jülich'scher Feldmarschall 1670 die Stadt und Klosterfestung, entwaffnete die Einwohner und Mönche, vertrieb den Abt Johann von Bock und seine Anhänger und unterwarf dieselbe der Herrschaft des Pfalzgrafen und seiner Nachfolger.

## Kaiserliche Dienste und Versuch der Wiedergewinnung verlorener Familiengüter
Schon 1644 war er kaiserlicher Kommissar in Sachen der Herrschaft Kaltenborn in der Eifel und sollte auch damals in den Reichsgrafenstand erhoben werden.
Wie sein Vater rollte auch Adrian Wilhelm aufs Neue die viermündensche Güterfrage nach allen Seiten hin auf. Er erlangte auch einige Belehnungen mit ehemals viermundschen Lehen seitens der Lehnsherren und bat auch um Wiederbelehnung mit dem halben Gericht Viermünden. Er erlangte sogar eine neue kaiserliche Kommission aus Kurköln und Pfalz-Neuburg zur Restitution der viermundschen Stammgüter. Der kölnische Kurfürst Friedrich Wilhelm hatte bereits 1649 durch Vergleich den Nachlass des letzten Viermunds zu Bladenhorst zwischen den weiblichen viermundschen Nachfahren reguliert. Der Kurfürst sah jedoch die Restitution eine Umgehung der ersten Instanz. Er verbot der kaiserlichen Kommission Folge zu leisten, ließ aber dem Freiherrn den Rechtsweg offen (16. Februar 1668). Dieser verzichtete darauf in einem Vergleich von 1672 auf die märkischen Güter zu Gunsten der weiblichen Nachkommen, wogegen diese ihm ihre angeblichen Rechte an der Burg Nordenbeck und dazugehörigen Ländereien abtraten. Mehr Glück hatte er mit Erwerbungen in der niederrheinischen Gegend von Neersen, nämlich der Gladbacher Herrschaft Donk, mit welcher ihn Philipp Wilhelm unter nachfolgender Bestätigung 1666 belehnte. 1667 besaß er auch die Hälfte der Herrschaft Nesselrode.
Kaiser Leopold I. ernannte ihn 1674 zum kaiserlichen Feldmarschall.

## Stiftungen und Bauwerke
Mit seiner ersten Frau, in deren Familie kirchliche Stiftungen Familiensitte waren, machte Adrian Wilhelm ebenfalls mehrere Stiftungen:
Am 25. März 1652 stiftete er eine Kirche in Neersen. Das Patronatsrecht behielt er sich und seinen Nachkommen vor. Die Kirche diente fortan als Begräbnisstätte für seine Familie. 1657 ersuchte er die Bonner Minoriten, an der Kirche eine Ordensniederlassung zu errichten und die neue Kirche zu betreuen. Die Gebäude wurden den Minoriten 1658 übergeben, im selben Jahr erteilte Erzbischof Max Heinrich dafür seine Genehmigung. Die Minoriten entfalteten bis zur Auflösung des Klosters im Jahre 1802 eine bedeutende seelsorgerische Tätigkeit. Taufen und Begräbnisse fanden jedoch weiterhin in der Anrather Kirche statt.
1653 schenkte er der Kirche in Anrath ein Haus als Küsterei und Schule.
Durch die wohlwollende Unterstützung Adrian Wilhelms konnte sein kunstsinniger Hauspriester, Gerhard Vynhoven, der als Feldkaplan Jan von Werths die Verwüstungen und die Leiden des Dreißigjährigen Krieges durchlitten hatte, nach einer Reise ins Heilige Land den Bau der Wallfahrtskapelle Klein-Jerusalem bei Neersen, eine Nachbildung der Hauptstätten des Heiligen Landes, 1654–1661 bewerkstelligen.
Am 3. April 1661 ließ Adrian Wilhelm mit dem Umbau der Neersener Burg zu einem Schloss beginnen. Die mehrere Jahrhunderte alte Burg war baufällig und zudem militärisch überholt; mittelalterliche Burgmauern stellten für moderne Bronzekanonen kein Hindernis mehr dar. Zudem sollte der Umbau dem gestiegenen Ansehen der Familie gerecht werden, das Adrian Wilhelm und sein Vater Johann im Krieg erlangt hatten, beide hatten im Krieg auch erheblichen Reichtum angehäuft. Der Aufwand für den Umbau war beachtlich. 1.709.253 Ziegelsteine für 5.469 Reichstaler wurden vermauert. Am 27. September 1669 beauftragte Adrian Wilhelm den Jülicher Bauschreiber Schramm, den Schloßbau abzuschätzen. Dieser kam zum Ergebnis, dass an Arbeitslohn und Material insgesamt 18.139 Reichstaler aufgewendet wurden.

## Tod und Nachfolge
Adrian Wilhelm starb am 15. Juli 1681 und wurde in der von ihm gestifteten Neersener Kirche begraben.
Von seinen Söhnen folgte ihm Ambrosius Adrian Adolf in der Herrschaft Neersen. Von den Söhnen aus zweiter Ehe fiel Karl Kaspar in der Schlacht bei Fleurus (1690), der andere, Damian Hugo, wird der Familie 1706 zum Reichsgrafenstand verhelfen. Seine Tochter aus zweiter Ehe, Maria Ambrosia Alvara, heiratete Constans Erasmus von Nesselrode zu Hugenpoet.